# 2-а Казанка
2-а Казанка (рос. 2-я Казанка) — село в Золотухинському районі Курської області Російської Федерації.
Населення становить 273 особи. Входить до складу муніципального утворення Онуфрієвська сільрада.

## Історія
Населений пункт розташований на території українського етнічного та культурного краю Східна Слобожанщина.
Від 2004 року входить до складу муніципального утворення Онуфрієвська сільрада.

## Населення
| 2002 | 2010 |
| ---- | ---- |
| 407  | ↘273 |